# Iulus bicuspidatus
Iulus bicuspidatus är en mångfotingart som beskrevs av Brandt 1841. Iulus bicuspidatus ingår i släktet Iulus och familjen kejsardubbelfotingar. Inga underarter finns listade i Catalogue of Life.